# Rong Jing
Dans ce nom chinois, le nom de famille, Rong, précède le nom personnel Jing.
Rong Jing (en chinois : 荣静), née le 25 novembre 1988, est une escrimeuse handisport chinoise. 
Championne paralympique par équipes en 2012, et multiple championne du monde pendant l'olympiade suivante, elle est désignée porte-drapeau de la délégation chinoise aux Jeux paralympiques d'été de 2016 de Rio de Janeiro. Elle y remporte trois médailles d'or supplémentaires, dont une en individuel, au fleuret.

## Palmarès
- Jeux paralympiques
  -  Médaille d'or à l'épée par équipes Jeux paralympiques de 2020 à Tokyo
  -  Médaille d'or au fleuret individuel aux Jeux paralympiques de 2016 à Rio de Janeiro
  -  Médaille d'or à l'épée par équipes Jeux paralympiques de 2016 à Rio de Janeiro
  -  Médaille d'or au fleuret par équipes Jeux paralympiques de 2016 à Rio de Janeiro
  -  Médaille d'or au fleuret par équipes Jeux paralympiques de 2012 à Londres
  -  Médaille d'argent à l'épée individuelle Jeux paralympiques de 2020 à Tokyo
  -  Médaille de bronze au fleuret individuel aux Jeux paralympiques de 2020 à Tokyo

## Référence
1. ↑  « Wheelchair Fencing Champion Rong Jing Announced as China's Flagbearer for Rio Paralympics » (consulté le 17 septembre 2016)